# تتا بزغاله
تتا بزغاله یک ستاره است که در صورت فلکی بزغاله قرار دارد.